# Richard M. Hare
Richard Mervyn Hare, oft kurz R. M. Hare genannt (* 21. März 1919 in Backwell, Somerset; † 29. Januar 2002 in Ewelme, Oxfordshire), war ein englischer Moralphilosoph, der von 1966 bis 1983 als White Professor of Moral Philosophy an der Universität Oxford lehrte. Seine metaethischen Theorien waren besonders in der zweiten Hälfte des 20. Jahrhunderts sehr einflussreich.
Einige von Hares Schülern, wie Brian McGuiness und Bernard Williams, sind später ebenfalls bedeutende Philosophen geworden. Der außerhalb philosophischer Fachkreise bekannteste unter ihnen ist Peter Singer, der u. a. aufgrund seiner Arbeiten über die moralischen Rechte von Tieren bekannt wurde, in denen er viele Positionen und Thesen seines Lehrers Hare explizit aufgreift und weiterentwickelt. Hare entwickelte den Zwei-Ebenen-Utilitarismus, eine Synthese des Regelutilitarismus und des Handlungsutilitarismus.

## Biographie
Richard M. Hare wurde am 21. März 1919 in Backwell, Somerset geboren. Er besuchte die Rugby School in Warwickshire und ab 1937 dann das Balliol College in Oxford, wo er intensiv die großen Klassiker studierte. Obwohl Pazifist, meldete er sich als Freiwilliger bei der Royal Artillery. 1942 wurde er von den Japanern gefangen genommen und blieb kriegsgefangen bis zum Ende des Zweiten Weltkrieges. Diese Erfahrung hatte einen dauerhaften Einfluss auf Hares philosophische Ansichten, besonders dass die moralische Philosophie die Aufgabe habe, den Menschen in seinem Leben als moralisches Wesen zu unterstützen (King (2004)). Sein erstes unveröffentlichtes philosophisches Werk datiert aus dieser Zeit. Darin versuchte er ein System zu entwickeln, das auch unter widrigsten Umständen als Führungshilfe durchs Leben dienen kann.
Nach dem Krieg kehrte er nach Oxford zurück und heiratete 1947 Catherine Verney. Aus der Ehe mit ihr gingen ein Sohn und drei Töchter hervor (der Sohn, John Hare, ist ebenfalls Philosoph). Von 1947 bis 2002 war er elected fellow und Lehrbeauftragter für Philosophie am Balliol College, ebendort von 1974 bis 2002 auch honorary fellow. 1963 wurde er zum Wilde Lecturer in Natural Religion berufen, eine Funktion, die er bis 1966 ausführte, und schließlich lehrte er von 1966 bis 1983 als White Professor in Moral Philosophy am Corpus Christi College in Oxford. 1983 verließ er Oxford, um als Graduate Research Professor of Philosophy an der University of Florida zu lehren, eine Stelle, die er bis 1994 ausfüllte. 1964 wurde Hare in die British Academy und 1975 in die American Academy of Arts and Sciences gewählt.
Er starb nach einer Serie von Schlaganfällen am 29. Januar 2002 in Ewelme, Oxfordshire.

## Einflüsse
Auf Hare wirkte stark der damals einflussreiche Emotivismus von A. J. Ayer und Charles L. Stevenson ein, des Weiteren die Ordinary-Language-Philosophy, die u. a. J. L. Austin und der späte Wittgenstein wesentlich begründet hatten. Auf dem Gebiet der Moralphilosophie sind der Utilitarismus und die praktische Philosophie Immanuel Kants als Vorbilder anzusehen. Hare hat auch bekannt, die Schriften zur Ethik von Leonard Nelson besonders geschätzt zu haben.
Hare meinte, dass ethische Regeln nicht allein auf dem Prinzip der Nützlichkeit begründet werden können, wenngleich er selbst utilitaristische Überlegungen mit in seinen eigenen Ansatz aufnahm. Der Utilitarismus hat Probleme, Grundrechte von Minderheiten anzuerkennen. Diese Einsicht unterscheidet ihn von klassischen Utilitaristen wie Jeremy Bentham und John Stuart Mill. Tatsächlich war Hare wohl ebenso sehr Kantianer wie Utilitarist, eine Ansicht, die er auch selbst in seinem Buch Sorting out Ethics bekräftigt.

## Universeller Präskriptivismus
In einer Reihe von Werken, besonders The Language of Morals, Freedom and Reason und Moral Thinking, entwickelte Hare eine eigene Moraltheorie, die er als Universeller Präskriptivismus bezeichnete. Danach weisen moralische Begriffe wie „gut“, „sollen“ und „richtig“ zwei entscheidende logische oder semantische Eigenschaften auf: Universalität und Präskriptivität. Die erste Eigenschaft führt dazu, dass in moralischen Urteilen die darin behandelte Situation mit einer endlichen Menge von universellen Begriffen identifiziert werden kann. Dabei fallen die in ihnen vorkommenden Eigennamen heraus, nicht jedoch Kennzeichnungen. Durch die zweite Eigenschaft der Präskriptivität muss sich jeder moralisch handelnde Akteur als an seine eigenen Urteile gebunden betrachten, so dass er sie ausführen muss, wann immer er physisch und psychisch dazu in der Lage ist. Mit anderen Worten: Nach Hare hat es für jemanden keinen Sinn zu sagen „Ich sollte X tun“ und dies dann doch zu unterlassen. Dies scheint auf der einen Seite die moralischen Urteilen zugeschriebene Autorität erklären zu können, auf der anderen Seite wurde dies von Hares Kritikern als einer seiner größten Fehler bezeichnet, da sich nun die Frage stellt, wie man dann das Auftreten von Willensschwäche (gr. akrasia) erklären können soll.
Hare selbst erkannte, dass die Kombination von Universalität mit Präskriptivität zu einer bestimmten Form des Konsequentialismus führt, dem Präferenzutilitarismus.

## Ein Beispiel
Nachfolgend ein Beispiel für Hares These:

Angenommen jemand benötigt eine größere Summe Geldes und bittet einen Freund, ihm diese zu leihen. Der Freund lehnt dies ab. Der Bittsteller erwidert, dass es falsch von ihm ist, eine solche Bitte abzulehnen. „Falsch“ ist ein moralischer Begriff, daher muss er in jeder vergleichbaren Situation alleine aufgrund seiner logischen Eigenschaften aufrechterhalten werden. Die erste, Universalität, verlangt, dass man die Situation, in der man ihn verwenden möchte, nur mittels universaler Begriffe beschreiben darf. Im Beispiel könnte der Bittsteller wie folgt formulieren:
Wann immer ich einen Freund nach einer größeren Summe Geldes frage, ist es falsch, wenn er mir dies verweigert.
 Wie leicht zu erkennen ist, würde eine solche Formulierung das Universalitätsgebot verletzen, da sie die Ausdrücke „ich“ und „mir“ enthält, die nicht auf eine universelle Eigenschaft referieren, sondern eine individuelle bezeichnen. Daher der nächste Versuch:
Wann immer jemand einen Freund um eine größere Summe Geldes bittet, ist es falsch, wenn dieser ihm die Bitte verweigert.
Diese neue Formulierung erfüllt nun das Universalitätsgebot, da alle in ihr vorkommenden Begriffe nun universell sind. Als Nächstes muss das Gesagte aber auch das zweite Gebot erfüllen, das der Präskriptivität. Das heißt, unser Bittsteller muss nun festlegen, ob er nach dieser Formulierung auch selbst handeln würde.
Zunächst mag man hier einwenden, dass die Formulierung doch hier gar nicht auf den Bittsteller selbst zutrifft: Der Freund versagt in dem Beispiel seine Hilfe, nicht er selbst; daher sollte auch dieser dem Gesagten gemäß handeln, und nicht der Bittsteller.
Ein solcher Einwand übersieht die kombinierte Wirkung der beiden Gebote auf den Bittsteller: Die Universalität verlangt, dass auch in (im vorliegenden Fall nur hypothetischen) Situationen, wo er derjenige ist, der um Geld angefleht wird, von ihm dasselbe Urteil gefällt werden müsste; und die Präskriptivität soll garantieren, dass daraus ebenfalls dieselbe Handlung folgt – nämlich jedwedem Bittsteller Geld zukommen zu lassen. Mit anderen Worten, mit dem Ausschluss aller nicht-universalen Ausdrücke aus dem gefassten Urteil wird es für den Sprecher unmöglich, sich von der verlangten Handlung bei vertauschten Rollen zu exkulpieren, wenn es nun an ihm ist, seine im eigenen Urteil vorgebrachte Auffassung einer Pflicht zu erfüllen.
Würde der Bittsteller selbst nicht bereit sein, dieselbe Handlung gegenüber anderen vorzunehmen, würde er demgemäß gegen die den moralischen Urteilen zugrundeliegenden Regeln verstoßen und damit gar kein im eigentlichen (Hare'schen) Sinne moralisches Urteil mehr fällen.
Um wieder am moralischen Diskurs teilzunehmen, müsste der Sprecher sein Urteil soweit abändern, dass er dessen universalisierte Form mittragen, d. h. in entsprechender Situation ebenso handeln würde. Durch eine Reihe von Selbsttests, in der immer wieder neue universale Formulierungen gebildet und ggf. (teilweise) verworfen werden, weil sie in bestimmten Situationen doch nicht den Präferenzen des Sprechers genüge tun, gelangt man im Idealfall an einen Punkt, in der es keinerlei Widersprüche zwischen den eigenen Wünschen und dem in jedweder Situation Geforderten mehr gibt. Gemäß Hares Ansatz wäre man dann in der Lage, ein moralisches Urteil zu fassen.

## Die Bedeutung der Einzelheiten
Hare weicht mit seiner Ansicht, dass die Konsequenzen einer Handlung in der Bewertung derselben höchst bedeutsam sind, deutlich von einer mehr Kant zugewendeten Position ab: Dieser erweckt bei einigen Stellen seiner praktischen Philosophie den Eindruck, dass nur möglichst allgemeine Maximen (à la „Ich will stehlen“) der Prüfung durch den kategorischen Imperativ unterworfen sind, unter Auslassung aller Konsequenzen der dadurch evozierten Handlungen. Dies aber ist nach Hare absurd: Natürlich soll es generell verboten sein, jemanden zu bestehlen, jedoch kann dies im Einzelfall sehr wohl erlaubt sein, etwa um Terroristen daran zu hindern, eine Bombe in einem Hochhaus zu zünden. Daher stellt für Hare im Gegenteil gerade die spezifische Situation, in der unser Tun stattfindet, den Ausgangspunkt unserer moralischen Überlegungen dar: Alle die in ihr vorfindbaren, universalisierbaren Einzelheiten können eine wichtige Rolle bei ihrer moralischen Bewertung spielen.

## Relativismus?
Hare glaubte, dass der Inhalt unserer moralischen Urteile nicht wahrheitsfähig sei und dass daher die Moral auch nicht Gegenstand universeller Objektivität sein könnte. Dies scheint zunächst nahezulegen, dass Hare einen moralischen Relativismus vertrat; jedoch betonte er, dass es wenigstens einen objektiven Maßstab gibt, an dem sich alle moralischen Aussagen messen lassen müssen: die Logik. Auch ein Relativist muss seinen einmal getroffenen moralischen Überzeugungen Folge leisten, wenn er denn moralisch ernst genommen werden will; Hares universeller Präskriptivismus soll garantieren, dass die Moral gerade nicht dem Muster der Beliebigkeit und des (wechselnden) Geschmacks des Einzelnen unterworfen ist, sondern über sie und in ihr diskutiert werden kann.

## Wirkung
Während Hare vornehmlich in der Meta-Ethik lehrte und forschte, haben einige seiner Schüler seinen universalen Präskriptivismus auch in der angewandten Ethik verwendet. So nutzt Peter Singer ihn zur Bewertung von Verhalten, wiewohl er, anders als Hare, dabei stärker auf dem Nützlichkeitsprinzip fußt. In Deutschland haben Georg Meggle und seine Schüler das Werk in die philosophische Diskussion gebracht. Bernard Williams setzte sich vor allem kritisch mit Hares systematischer Moralphilosophie auseinander.